# 小仓山 (南京)
小仓山，是南京的一座丘陵，位于五台山北。是宋朝驻军粮仓所在，小于附近锦衣卫之大仓，明时称其为小仓，山以仓为名。海拔40米。
清代袁枚曾筑随园于此，题其室曰“小仓山房”，著《小仓山房文集》，后形成地名随家仓。
袁枚墓亦坐落于此，碑文“皇清诰授奉政大夫显考袁简斋之墓”为姚鼐所撰，民国时尚存，但在文化大革命时被毁坏，仅残留碑址。1974年3月18日修建五台山体育馆时，袁枚墓被全面清理。